# Geleitzug PQ 2
Der Geleitzug PQ 2 war ein alliierter Nordmeergeleitzug, der im Oktober 1941 in Liverpool zusammengestellt wurde und kriegswichtige Güter in das sowjetische Archangelsk brachte. Die Alliierten erlitten keine Verluste.

## Zusammensetzung und Sicherung

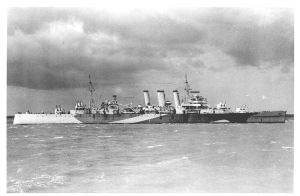
Kreuzer HMS Norfolk

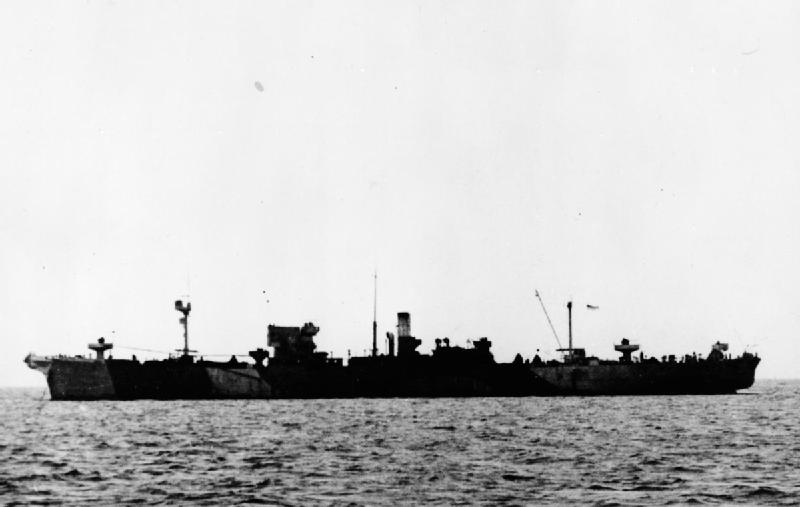
Frachter Empire Baffin

Der Geleitzug PQ 2 setzte sich aus sieben Frachtschiffen zusammen. Am 13. Oktober 1941 verließ er Liverpool (Lage) in Richtung Archangelsk (Lage). Kommodore des Konvois war der Kapitän der Orient City. Die Sicherung übernahmen der Kreuzer Norfolk, die Zerstörer Icarus und Eclipse und die Minensucher Bramble, Seagull und Speedy. Im Weißen Meer kamen noch die Minensucher Gossamer, Hussar und Leda hinzu.
| Name          | Typ      | Flagge                 | Vermessung in BRT | Verbleib                             |
| ------------- | -------- | ---------------------- | ----------------- | ------------------------------------ |
| Empire Baffin | Frachter | Vereinigtes Königreich | 6978              | erreichte am 30. Oktober Archangelsk |
| Harpalion     | Frachter | Vereinigtes Königreich | 5486              | erreichte am 30. Oktober Archangelsk |
| Hartlebury    | Frachter | Vereinigtes Königreich | 5082              | erreichte am 30. Oktober Archangelsk |
| Kheti         | Frachter | Vereinigtes Königreich | 2734              | erreichte am 30. Oktober Archangelsk |
| Orient City   | Frachter | Vereinigtes Königreich | 5095              | erreichte am 30. Oktober Archangelsk |
| Queen City    | Frachter | Vereinigtes Königreich | 4814              | erreichte am 30. Oktober Archangelsk |
| Temple Arch   | Frachter | Vereinigtes Königreich | 5138              | erreichte am 30. Oktober Archangelsk |

## Verlauf
Die Deutschen sichteten den Geleitzug nicht. Er lief am 30. Oktober 1941 ohne Verluste in Archangelsk ein.